# NGC 2843
NGC 2843 ist eine linsenförmige Galaxie vom Hubble-Typ S0 im Sternbild Krebs auf der Ekliptik. Sie ist schätzungsweise 756 Millionen Lichtjahre von der Milchstraße entfernt und hat einen Durchmesser von etwa 90.000 Lj.
Das Objekt wurde am 21. März 1784 von dem deutsch-britischen Astronomen Wilhelm Herschel entdeckt.